# Kościół św. Ojca Pio w Grajewie
Kościół świętego Ojca Pio w Grajewie – rzymskokatolicki kościół parafialny należący do parafii pod tym samym wezwaniem (dekanat Grajewo diecezji łomżyńskiej). Znajduje się na Osiedlu Południe.
Przygotowania do budowy kościoła zostały rozpoczęte w 2010 roku. Wybrana została koncepcja i został przygotowany projekt. Prace budowlane zostały rozpoczęte w 2012 roku. W 2013 roku biskup łomżyński Janusz Stepnowski wmurował kamień węgielny.